# Längdskidåkning vid olympiska vinterspelen 1928

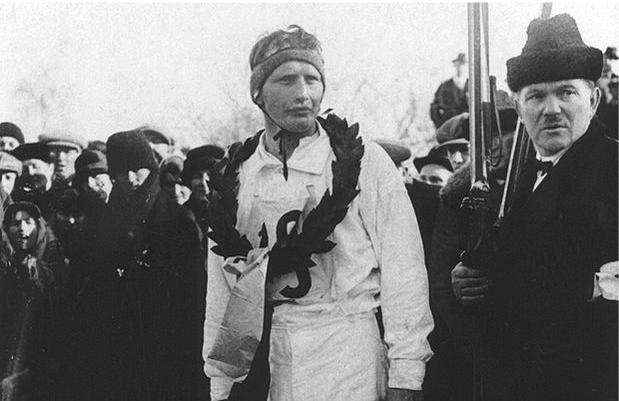
Per Erik Hedlund från Sverige

Längdskidåkning vid olympiska vinterspelen 1928 dominerades av Norge och Sverige. Vid olympiska vinterspelen 1928, hölls två längdskidåkningstävlingar, 50 kilometer torsdagen den 14 februari 1928 och 18 kilometer fredagen den 17 februari 1928. 71 längdskidåkare från 15 nationer deltog i tävlingarna

## Herrar

### 18 kilometer
- 17 februari 1928

| Medalj | Tävlande             | Tid       |
| Guld   | Johan Grøttumsbråten | 1:37.01,0 |
| Silver | Ole Hegge            | 1:39.01,0 |
| Brons  | Reidar Ødegaard      | 1:40.11,0 |
| 4      | Veli Saarinen        | 1:40.57,0 |
| 5      | Hagbart Håkonsen     | 1:41.29,0 |
| 6      | Per Erik Hedlund     | 1.41.51,0 |
| 7      | Lars Theodor Jonsson | 1:41.59,0 |
| 7      | Martti Lappalainen   | 1:41.59,0 |
| 9      | Sven Utterström      | 1:42.04,0 |
| 10     | Ville Mattila        | 1:44.37,0 |

### 50 kilometer
- 14 februari 1928

Per-Erik Hedlunds segermarginal är den största i den olympiska historien (13 minuter, 27 sekunder).
| Medalj | Tävlande           | Tid       |
| Guld   | Per Erik Hedlund   | 4:52.03,0 |
| Silver | Gustaf Jonsson     | 5:05.30,0 |
| Brons  | Volger Andersson   | 5:05.46,0 |
| 4      | Olav Kjelbotn      | 5:14.22,0 |
| 5      | Ole Hegge          | 5:17.58,0 |
| 6      | Tauno Lappalainen  | 5:18.33,0 |
| 7      | Anders Ström       | 5:21.54,0 |
| 8      | Johan Støa         | 5:25.30,0 |
| 9      | Martti Lappalainen | 5:30.09,0 |
| 10     | Otto Wahl          | 5:34.02,0 |

## Deltagare
Åkare från Österrike, Kanda, Ungern och USA deltog bara i 18-kilometersloppet. 19 åkare deltog i båda tävlingarna.
Totalt medverkade 71 åkare från 15 länder.
- Finland (7)
- Frankrike (8)
- Italien (4)
- Japan (5)
- Jugoslavien (6)
- Kanada (2)
- Norge (7)
- Polen (4)
- Schweiz (6)
- Sverige (6)
- Tjeckoslovakien (6)
- Tyskland (5)
- Ungern (1)
- USA (3)
- Österrike (1)

## Medaljfördelning
| Pl. | Nation  | Guld | Silver | Brons | Totalt |
| --- | ------- | ---- | ------ | ----- | ------ |
| 1   | Sverige | 1    | 1      | 1     | 3      |
| 1   | Norge   | 1    | 1      | 1     | 3      |